# 문화 여성주의
문화여성주의(Cultural feminism)는 급진적 여성주의에서 발달한 여성주의 이념이다. 문화여성주의자들은 '무엇이 여성 속성을 저평가하는가' 등 여성성과 여성 본질에 관해 고찰한다. 또한 이 용어는 여성과 남성의 선천적인 차이를 인정하는 이론을 설명하기 위해 사용된다.

## 같이 보기
- 상호보완론
- 자유주의적 여성주의
- 정치적 레즈비언주의